# Uplands Park
Uplands Park ist eine Gemeinde mit dem Status „Village“ im St. Louis County im US-Bundesstaat Missouri. Das U.S. Census Bureau hat bei der Volkszählung 2020 eine Einwohnerzahl von 312 ermittelt.

## Geographie
Die Koordinaten von Uplands Park liegen bei 38°41'28" nördlicher Breite und 90°16'59" westlicher Länge.
Nach Angaben der United States Census 2010 erstreckt sich das Stadtgebiet von Uplands Park über eine Fläche von 0,18 Quadratkilometer (0,07 sq mi). Das komplette Stadtgebiet befindet sich an Land.
Uplands Park grenzt im Südwesten an Velda Hills, im Westen an Beverly Hills, im Nordwesten an Northwoods und im Norden und Osten an Pine Lawn.

## Bevölkerung
Nach der United States Census 2010 lebten in Uplands Park 445 Menschen verteilt auf 168 Haushalte und 127 Familien. Die Bevölkerungsdichte betrug 2472,2 Einwohner pro Quadratkilometer (6357,1/sq mi).
Die Bevölkerung setzte sich 2010 aus 2,0 % Weißen, 96,4 % Afroamerikanern, 1,1 % amerikanischen Ureinwohnern und 0,4 % aus anderen ethnischen Gruppen. Bei 1,1 % der Bevölkerung handelte es sich um Hispanics oder Latinos. Von den 168 Haushalten lebten in 32,1 % Familien mit Kindern unter 18, in 36,9 % der Haushalten lebten verheiratete Paare ohne Kinder und in 8,9 % der Haushalten lebten Personen über 65 alleine.
Von den 445 Einwohnern waren 21,8 % unter 18 Jahre, 7,8 % zwischen 18 und 24 Jahren, 20,1 % zwischen 25 und 44 Jahren, 30,4 % zwischen 45 und 64 Jahren und in 20,0 % der Menschen waren 65 Jahre oder älter. Das Durchschnittsalter betrug 45,2 Jahre und 44,7 % der Einwohner waren männlich.

## Belege
1. ↑  Explore Census Data Total Population in Uplands Park village, Missouri. Abgerufen am 2. Februar 2023.
2. ↑   United States Census
3. ↑   American Fact Finder